# Théâtre de l'Unité
Le Théâtre de l'Unité est une compagnie pionnière et emblématique du théâtre de rue fondée par Jacques Livchine et Hervée de Lafond le 22 mars 1968 et basée à Audincourt dans le Doubs.

## Historique

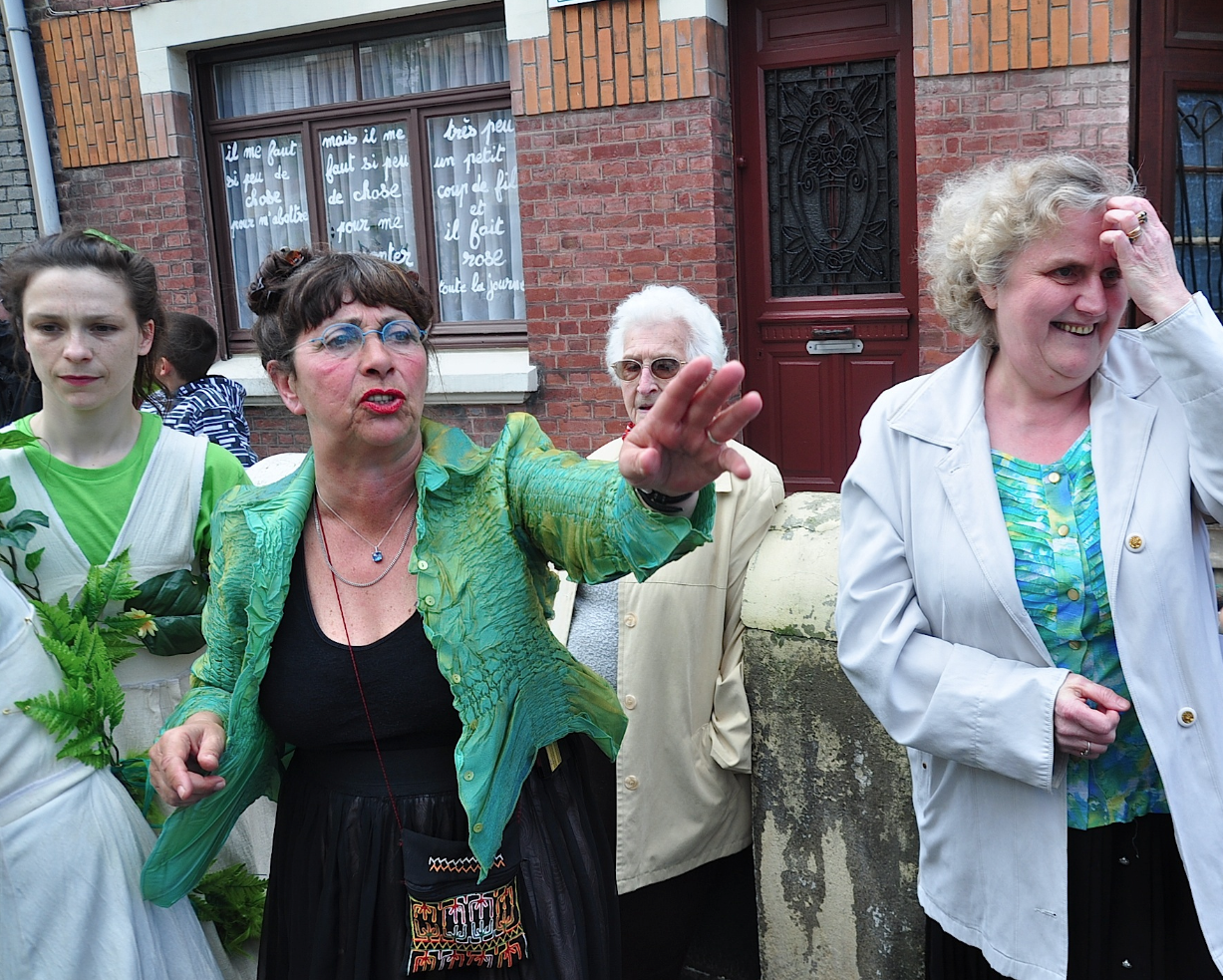
Hervée Delafond (à gauche)

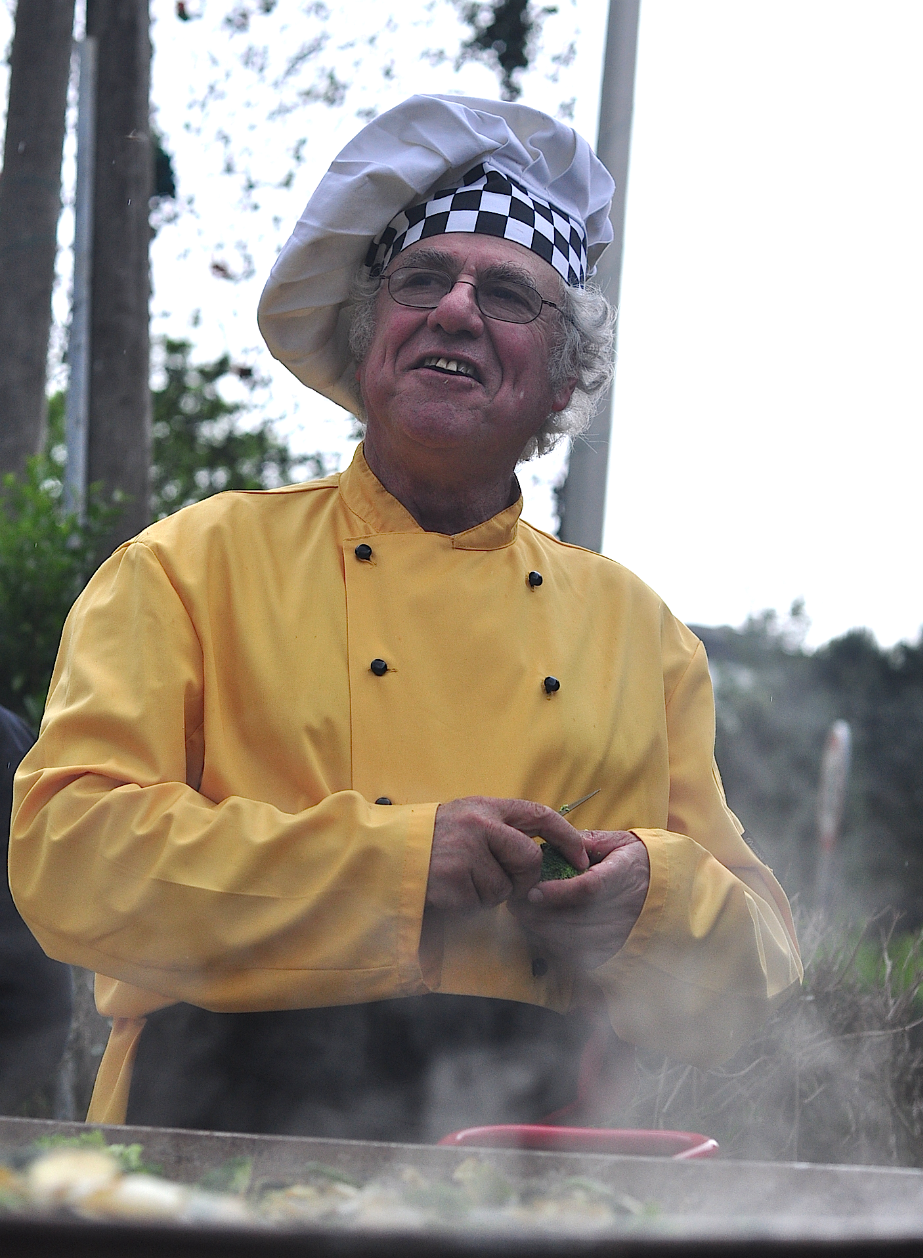
Jacques Livchine lors de "la rue extraordinaire" de Béthune

Lors la grève générale en 1968 Jacques Livchine, étudiant en théâtre crée le Théâtre de l’Unité. Il a très vite été rejoint par Hervée de Lafond et Claude Acquart qui dirige aujourd’hui les Bains Douches à Montbéliard. La troupe écume alors les usines et lycées occupés. Son nom est emprunté à une troupe de cheminots anglais, le Unity Theatre, qui a posé ses valises près de la tombe de Karl Marx à Londres et fait vivre le théâtre des « jeunes gens en colère ». La  MJC d’Issy-les-Moulineaux leur ouvre ses portes. Le Théâtre de l’Unité est lancé et popularisé par des affiches de l’Atelier populaire des Beaux-Arts. Il démarre de manière militante car il n'est pas question, à l’époque, de se payer. Le but du Théâtre de l'Unité est de gagner un public qui ne va pas jamais au théâtre, Jaques Livchine reprochant au théâtre conventionnel de n'avoir qu'un public d'intellectuels et d'initiés. Le théâtre de rue était né.
De 1978 à 1985, L'Unité s'implante dans la Ville Nouvelle de Saint-Quentin-en-Yvelines et y met en jeu des spectacles joyeusement mal élevés.
En 1991, Jacques Livchine est nommé directeur de la scène nationale de Montbéliard et en 2000 la troupe s'installera à Audincourt.

## Quelques Créations

### La 2CV Théâtre
On y entrait entre deux gardes républicains, sur un tapis rouge, deux acteurs à l’avant, deux spectateurs à l’arrière.La 2CV Théâtre, et été jouée pendant 20 ans plus de 400 fois, en France, dans toute l'Europe, en Corée, au Texas.

### La femme chapiteau
Une dizaine de spectateurs étaient admis sous la jupe géante de Hervée de Lafond et pouvaient alors assister à une version courte de "Roméo et Juliette "

### La rue extraordinaire

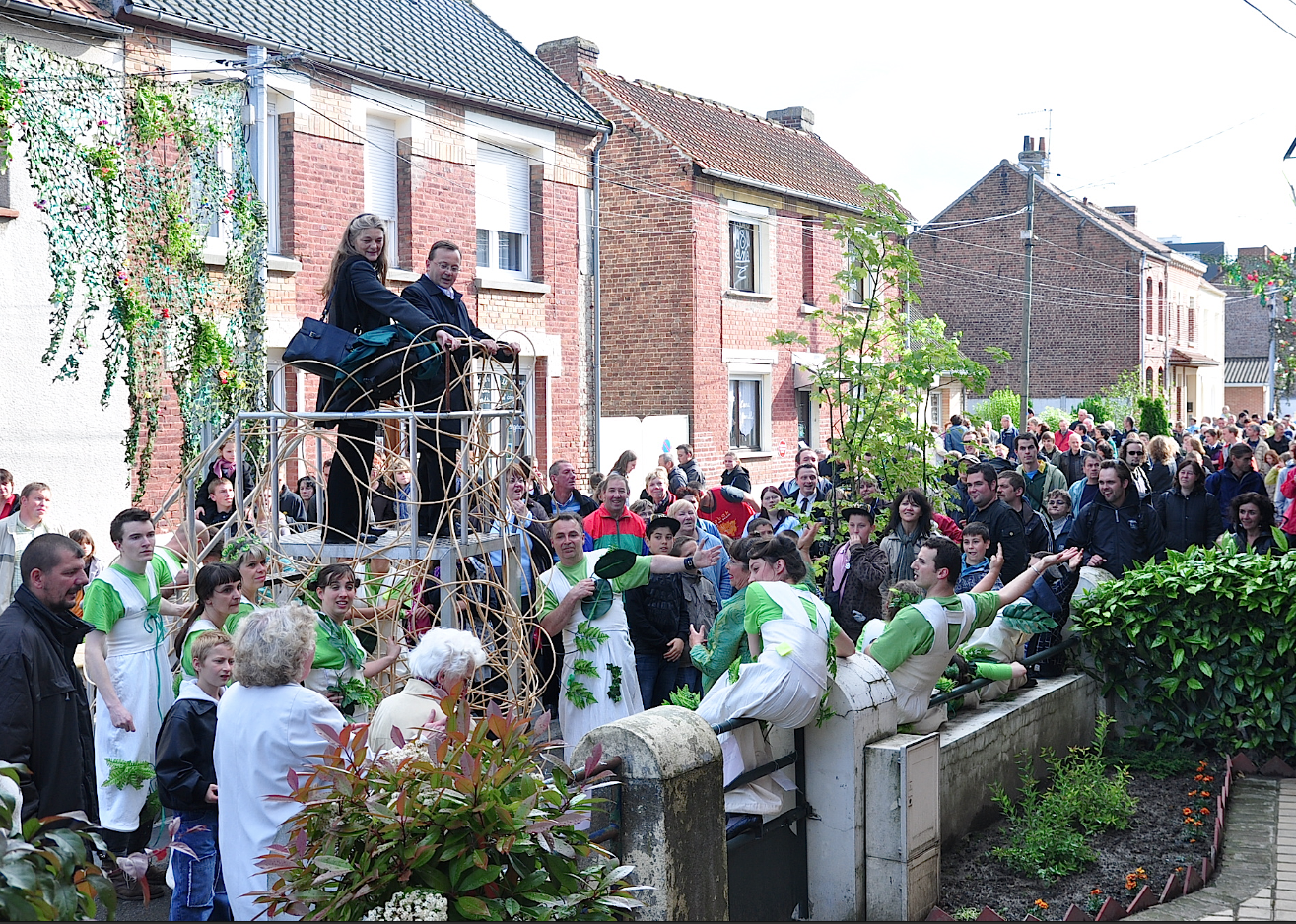
La troupe pendant "La rue extraordinaire "

La rue extraordinaire est une tentative de revalorisation sociale, théâtrale et festive d’un quartier urbain.La troupe investit une rue pendant plusieurs jours .vraiment parfait comme situation urbaine.

### Le parlement de rue
Le Parlement de rue est une expérience de démocratie directe théâtralisée.

### Kapouchnik
Une fois par mois, une quinzaine de comédiens décryptent l’actualité du jour aussi bien locale, nationale qu’internationale sous la forme de sketches hilarants et sérieux à la fois.

### Macbeth en forêt
La compagnie a adapté et raccourci la pièce Macbeth  à l'occasion du festival Chalon dans la rue. Le théâtre de l’Unité réalise alors une « mise en forêt » de la tragédie shakespearienne

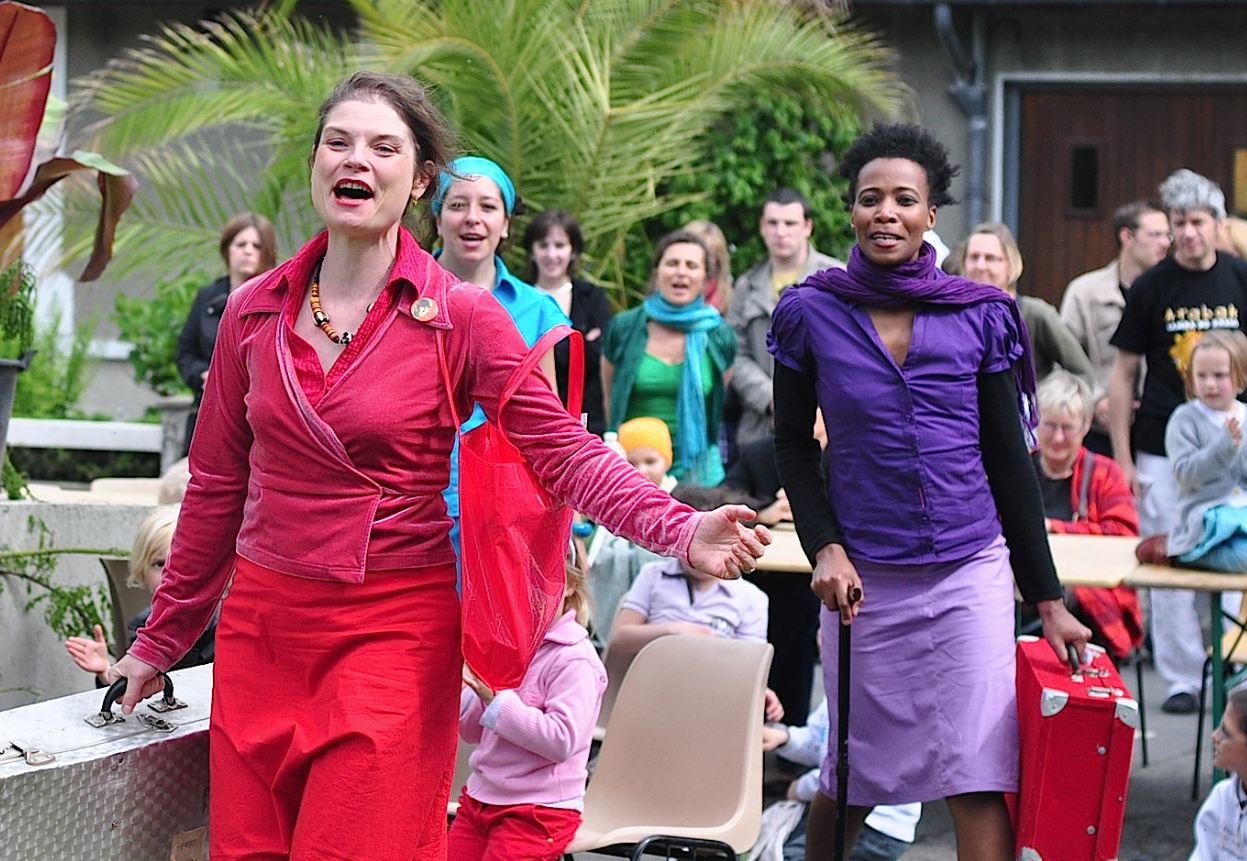
Brigade dans les rues de Bethune

### Nuit Unique
Créée en 2017, la Nuit Unique investit un lieu, un gymnase, une grange ou autre et invite le public à passer 7 heures au sein d'un univers particulier ou se mêlent goûts, odeurs et récits.

## Filmographie
"Au théâtre qui rue" un film d'Olivier Stephan